# Un ours dans le Jura
Pour plus de détails, voir Fiche technique et Distribution.
Un ours dans le Jura est une comédie noire française co-écrite et réalisée par Franck Dubosc, sortie en 2024.
Il s'agit de son troisième film en tant que réalisateur.

## Synopsis

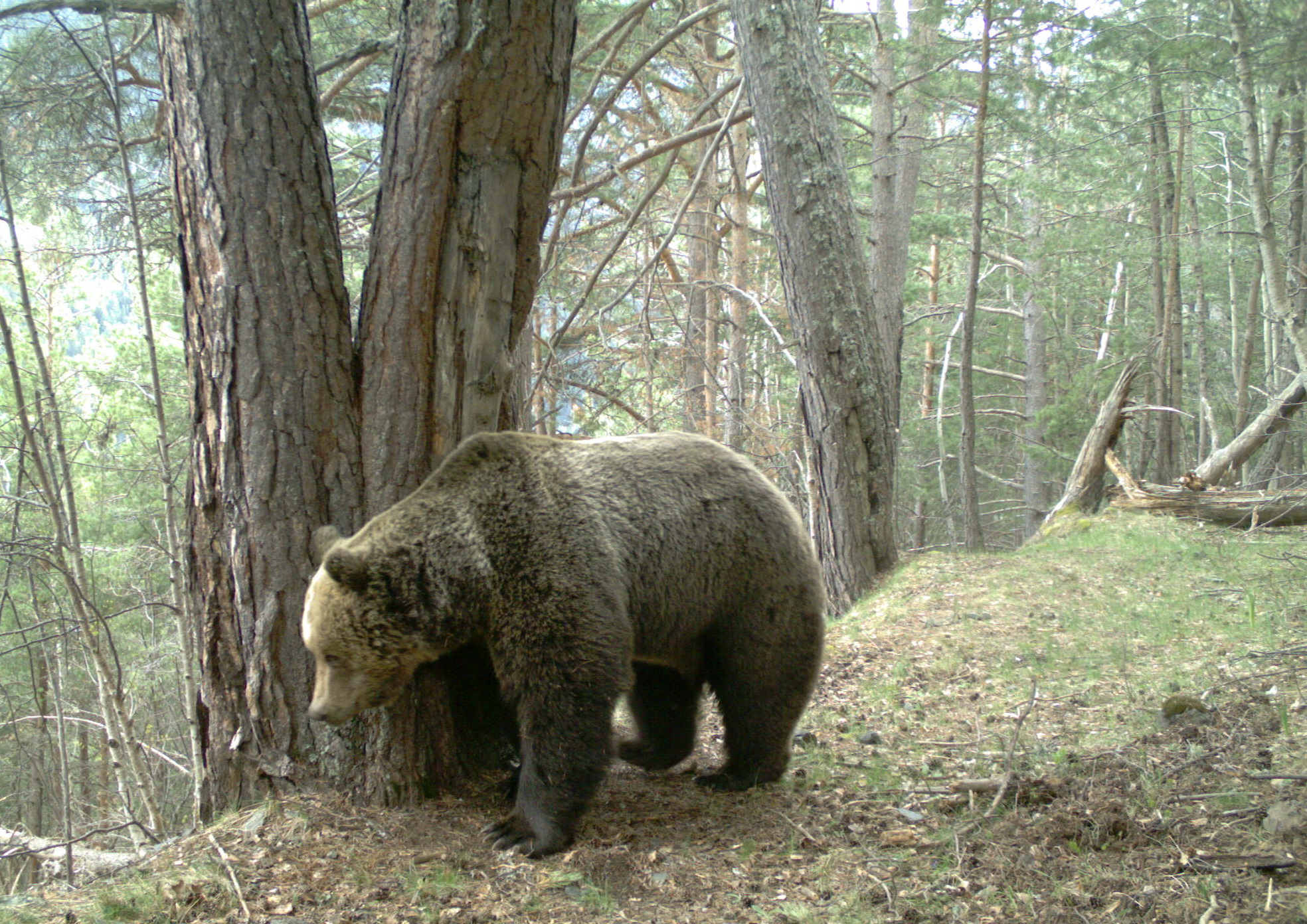
Ours brun d'Europe.

Michel et Cathy, vendeurs de sapins, vivent dans un petit village du Jura avec leur fils de 12 ans, Doudou, un enfant au comportement difficile. Criblé de dettes et faisant face à bien d'autres difficultés financières, le couple se déchire petit à petit. Jusqu'au jour où, en rentrant chez lui, Michel évite de justesse un ours sur la route ; son auto finit sa course en heurtant une voiture qui se trouvait sur le bas-côté, tuant sur le coup ses deux passagers. Après avoir averti sa femme, Michel et cette dernière décident de se débarrasser ensemble des corps. Mais, ce faisant, ils trouvent dans le coffre du véhicule un sac rempli d'argent dont ils évaluent le montant à plus de 2 millions d'euros.
Au fil de l'histoire, les deux fermiers finiront par se rendre compte, avec l'appui des membres de la gendarmerie locale dirigée par un sous-officier débonnaire et compréhensif (mais désirant plus fêter Noël en famille que résoudre cette affaire), qu'ils font face à un trafic de drogue dont les auteurs manipulent des migrants clandestins. La police, appelée en renfort, ne sera pas d'un grand secours et le curé, qui utilisera la crédulité de Michel, n'oubliera pas de prélever sa part. Les gangsters finiront, eux, par comprendre où se trouve le magot et la drogue et décideront d'investir la ferme de Michel et Cathy, qui, fort heureusement, pourront compter sur l'aide de leur fils qui parviendra à régler le problème. Pourtant, comme certains protagonistes ont pu le déclarer tout au long du film, « il n'y a pas d'ours dans le Jura »…

## Fiche technique

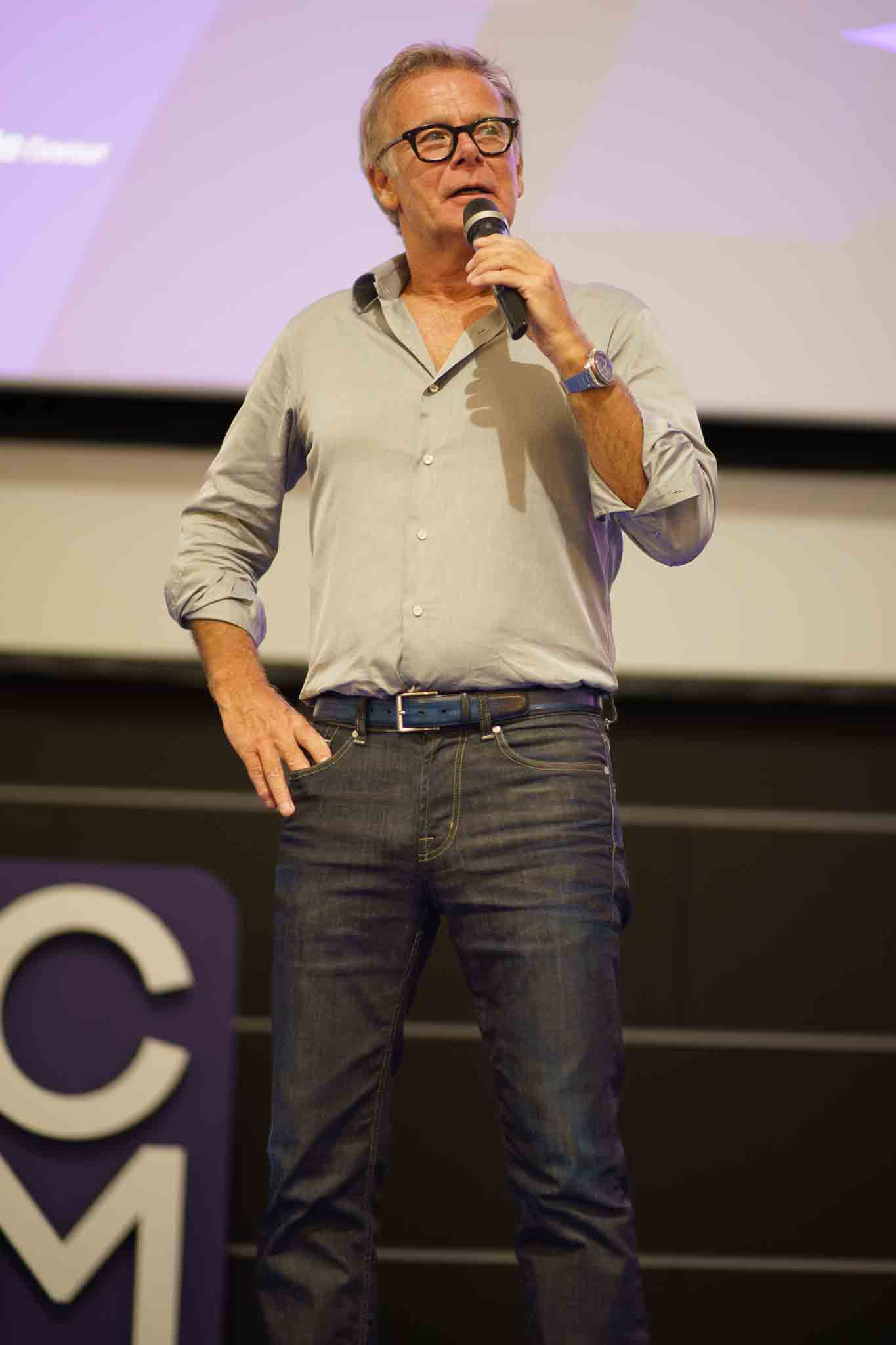
Franck Dubosc présentant son film au festival du film français de Malaga en 2024.

Sauf indication contraire ou complémentaire, les informations mentionnées dans cette section peuvent être confirmées par la base de données IMDb.
- Titre original : Un ours dans le Jura
- Réalisation : Franck Dubosc
- Scénario : Franck Dubosc et Sarah Kaminsky
- Musique : Sylvain Goldberg
- Décors : Sébastian Birchler
- Costumes : Isabelle Mathieu
- Photographie : Ludovic Colbeau-Justin et Dominique Fausset
- Son : Antoine Deflandre, Alexandre Fleurant et Fabien Devillers
- Montage : Audrey Simonaud
- Société de production : Gaumont
- Sociétés de distribution : Gaumont (France), Athena Films (Belgique), JMH Distributions (Suisse), TVA Films (Québec)
- Budget : 12,1 millions d'euros
- Pays de production :  France
- Langue originale : français
- Format : couleur — 2,39:1
- Genre : comédie noire, thriller
- Durée : 113 minutes
- Dates de sortie :
  - Espagne : 13 octobre 2024 (Festival du cinéma francophone de Málaga)[1]
  - France : 10 novembre 2024 (Arras Film Festival)[2] ; 1er janvier 2025 (sortie nationale)
  - Québec : 14 novembre 2024 (Festival de films francophones Cinemania)[3] ; 10 janvier 2025 (sortie nationale)[4]
  - Belgique, Suisse romande : 1er janvier 2025

## Distribution
- Franck Dubosc : Michel
- Laure Calamy : Cathy
- Benoît Poelvoorde : Roland, le major de la gendarmerie
- Joséphine de Meaux : Florence, l'adjudante de la gendarmerie
- Kim Higelin : Blanche, la fille de Roland
- Mehdi Meskar : Samy, l'adjudant de la gendarmerie
- Timéo Mahaut : Dominique dit « Doudou », le fils de Michel et Cathy
- Emmanuelle Devos : Sabine, la patronne du club échangiste « Le Cul Pidon »
- Anne Le Ny : la commissaire de police
- Delphine Baril : Corinne, la patronne du bar

## Production

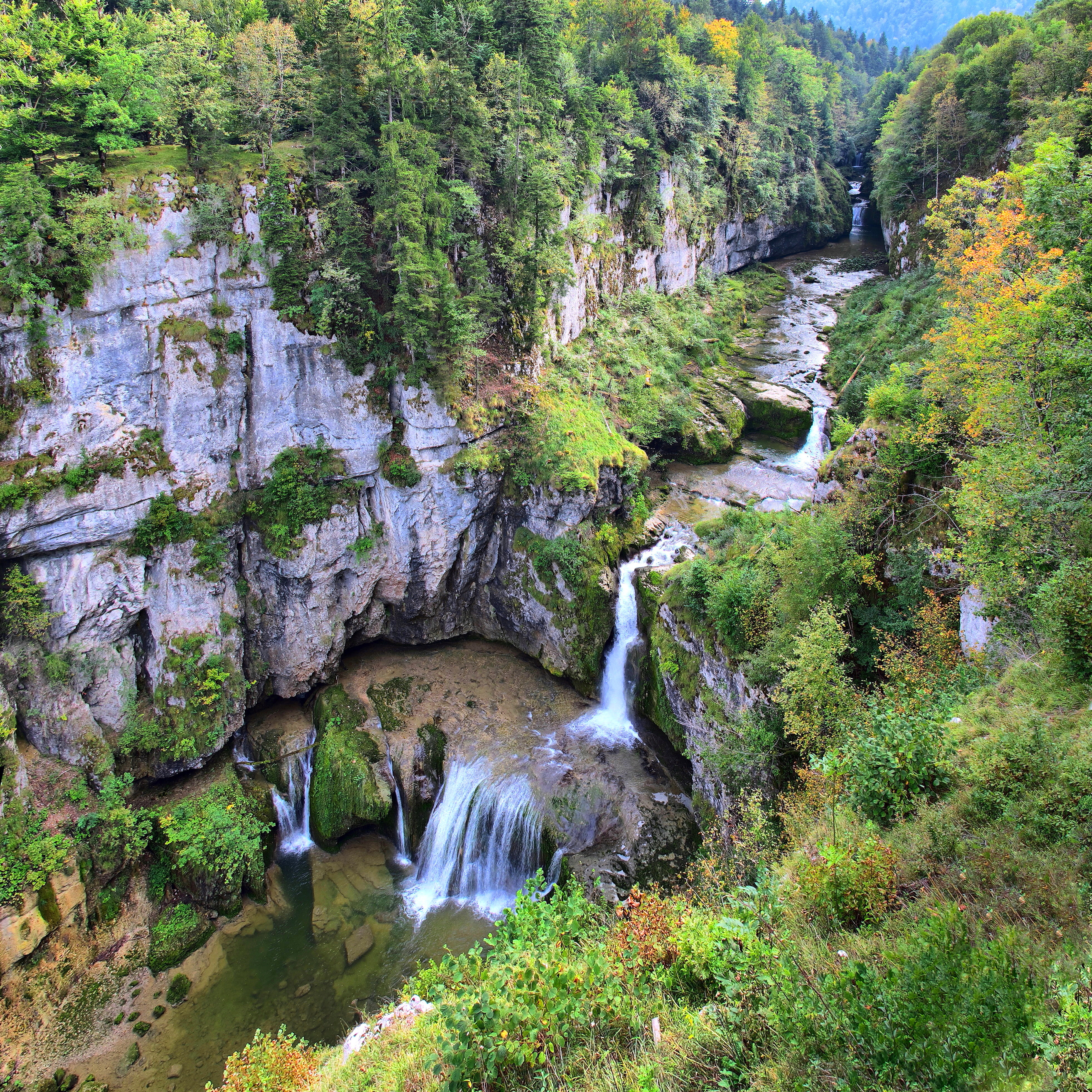
La cascade de la Billaude.

Le tournage commence le 5 février 2024 à Bois-d'Amont, dans le Jura, dans les locaux de l'ancienne mairie de la commune aménagés en gendarmerie, aux Rousses, à la cascade de la Billaude dans la commune du Vaudioux, ainsi qu'à Morbier. La scène de tournage dans le supermarché se situe dans le Super U de Champagnole[réf. nécessaire].
Franck Dubosc assume vouloir faire avec ce film un clin d'œil au film Fargo des frères Coen : « Je voulais faire un western rural, un film qui se passe à la campagne, dans une France rude, avec la neige, sans doute parce que j'aime les frères Coen, c'est sûr. Donc le Jura [s']est presque imposé à moi ».

## Bande originale
- Marie Laforêt, L’Amour comme à 16 ans (Fin du film / Génériques)
- Colette Renard, Les Nuits d'une demoiselle

## Accueil

### Commercial
Le film sort en France le mercredi 1er janvier 2025 dans 580 cinémas. Aidé par de très bons premiers retours des spectateurs, il remporte un succès inattendu en cumulant 452 342 entrées en première semaine (se hissant ainsi à la quatrième place du classement général), 716 739 en deuxième semaine et 935 875 en troisième semaine. Avec la possibilité de rester à l’affiche de nombreuses salles jusqu’aux vacances d'hiver, le film est parti pour dépasser largement le million d’entrées,, qu'il dépasse effectivement après seulement 25 jours d’exploitation, devenant ainsi le premier film à atteindre un tel chiffre au début de l'année 2025.

### Critique
Clara Géliot analyse pour Le Figaro magazine qu'il s'agit d'« un film de genre maîtrisé, une comédie noire jubilatoire ». Pour Olivier Delcroix dans Le Figaro, le film « s’égare dans les montagnes jurassiennes, hésitant constamment entre thriller, comédie et drame conjugal ». Selon Gaël Golhen dans Première, le film compose une « comédie noire bien ficelée ».

### Box-office
| Pays ou région | Box-office        | Date d'arrêt du box-office | Nombre de semaines |
| -------------- | ----------------- | -------------------------- | ------------------ |
| France         | 1 482 761 entrées | 25 mars 2025               | 12                 |
| Total mondial  | 11 310 394 $      | -                          | -                  |

## Distinctions

### Récompense
- Festival du cinéma francophone de Málaga 2024[1] : prix du public[13]

### Nominations et sélections
- Arras Film Festival 2024[2]
- Festival de films francophones Cinemania 2024[3]
- Voilah! (festival du film français de Singapour) 2024[14]
- Festival international du film de Mar del Plata 2024[15]
- Hong Kong French Film Festival 2024[16]